# (35002) 1978 VY8
1978 VY8 (asteroide 35002) é um asteroide da cintura principal. Possui uma excentricidade de 0.04160950 e uma inclinação de 10.20790º.
Este asteroide foi descoberto no dia 7 de novembro de 1978 por Eleanor F. Helin e Schelte J. Bus em Palomar.